# Летни олимпийски игри 1948
Четиринадесетите летни олимпийски игри се провеждат в Лондон, Англия от 29 юли до 14 август 1948 г. Другите градове, кандидатирали се за домакинство са Балтимор, Лозана, Лос Анджелис, Минеаполис и Филаделфия. Това са първите игри, организирани след 12-годишната пауза поради Втората световна война.
Германия и Япония не са поканени да участват. СССР отказва участие.
За първи път редом с олимпийските се провеждат и параолимпийски игри.
Провеждат се парад на нациите, официална церемония по откриването, приемане на олимпийския огън и клетва на спортистите.
Поради лошото финансово състояние на страната, Игрите се провеждат на стадион „Уембли“, към който е добавена временно лекоатлетическа писта. Бюджетът за организирането на игрите е 600 000 британски лири (около 18,5 млн. лири към 2012 г.).
Игрите са предавани по радиото в 58 страни и са наблюдавани по телевизията от 500 хил. души във Великобритания.

## Важни моменти
- Един от най-драматичните моменти на олимпиадата е финалът на маратона. Белгиецът Етиен Гаили влиза в олимпийския стадион първи, но е напълно физически изтощен и едва не припада. В последните метри го изпреварват двама бегачи и той печели бронз.
- Победителят в маратона Делфо Кабрера (Аржентина) пробягва дистанцията за 2:34:51 часа.[1]
- Нидерландката Фани Бланкерс-Коен става звездата на олимпиадата, след като печели 4 златни медала в леката атлетика.
- Фехтовачът Илона Елек и гребецът Ян Бържак печелят за втори път злато след 12 години.
- Индия печели за пореден път турнира по хокей на трева.
- Дънкан Уайт печели първия медал за Шри Ланка. Той става втори в бягането на 400 метра с препятствия.
- Японецът Харолд Саката печели сребърен медал във вдигането на тежести. След олимпиадата участва в един от филмите за Джеймс Бонд.
- На финала на футболния турнир Швеция побеждава Югославия с 3:1.
- За пръв път в леката атлетика се използва стартово блокче.
- На финала на спринта на 100 метра Харисън Дилард (САЩ) и Барни Юъл (САЩ) пробягват дистанцията за 10,3 секунди. За първи път изходът от състезание е решен с фотофиниш.[1]
- От програмата за извадени спортовете хандбал и поло.
- Затрудненията след войната не позволяват построяването на олимпийско село.

## Медали
| Място | Държава      | Злато | Сребро | Бронз | Общо |
| 1     | САЩ          | 38    | 27     | 19    | 84   |
| 2     | Швеция       | 16    | 11     | 17    | 44   |
| 3     | Франция      | 10    | 6      | 13    | 29   |
| 4     | Унгария      | 10    | 5      | 12    | 27   |
| 5     | Италия       | 8     | 11     | 8     | 27   |
| 6     | Финландия    | 8     | 7      | 5     | 20   |
| 7     | Турция       | 6     | 4      | 2     | 12   |
| 8     | Чехословакия | 6     | 2      | 3     | 11   |
| 9     | Швейцария    | 5     | 10     | 5     | 20   |
| 10    | Дания        | 5     | 7      | 8     | 20   |

## Олимпийски спортове
На тези олимпийски игри баскетболът започва да се играе в зала. За последен път се провежда състезание по изкуство.
| - Ветроходство - Плуване - Водна топка - Вдигане на тежести - Лека атлетика - Борба - Колоездене - Кану каяк - Футбол - Стрелба |  | - Модерен петобой - Спортна гимнастика - Гребане - Фехтовка - Водна топка - Баскетбол - Бокс - Конен спорт - Скокове във вода - Хокей на трева |

### Демонстрационни спортове
- Лакрос
- Шведска гимнастика